# Arcadia Publishing
Arcadia Publishing — американское издательство, специализирующееся на публикациях по истории Соединенных Штатов; также оно управляет издательством History Press (с 2014 года), которое публикует книги по американской истории и фольклору.

## История и деятельность
Издательство было основано в 1993 году в Дувре, штат Нью-Гэмпшир, британским издательством Tempus Publishing; и стало независимым после того, как в 2004 году его приобрел генеральный директор. Офис издательства находится в Маунт-Плезанте, Южная Каролина.
В 2010 году Arcadia стала первым крупным издателем, издававшим все свои книги согласно Forest Stewardship Council, которые печатаются и производятся в Южной Каролине на бумаге американского производства.
В мае 2017 года Arcadia Publishing приобрела Palmetto Publishing Group, которая работает в Чарльстоне (Южная Каролина) с 2015 года.
В 2018 году сама компания Arcadia была приобретена другой компанией — Lezen, которой владеют Лили и Майкл Линтоны.
В 2019 году Arcadia Publishing купила Pelican Publishing Company. В марте этого же года Уолтер Исааксон стал главным редактором и главным советником Arcadia Publishing.